# Adirondack-Gartensessel
Der Adirondack-Gartensessel (engl.: Adirondack Chair) ist ein in Nordamerika verbreiteter Gartenstuhl.

## Ursprung

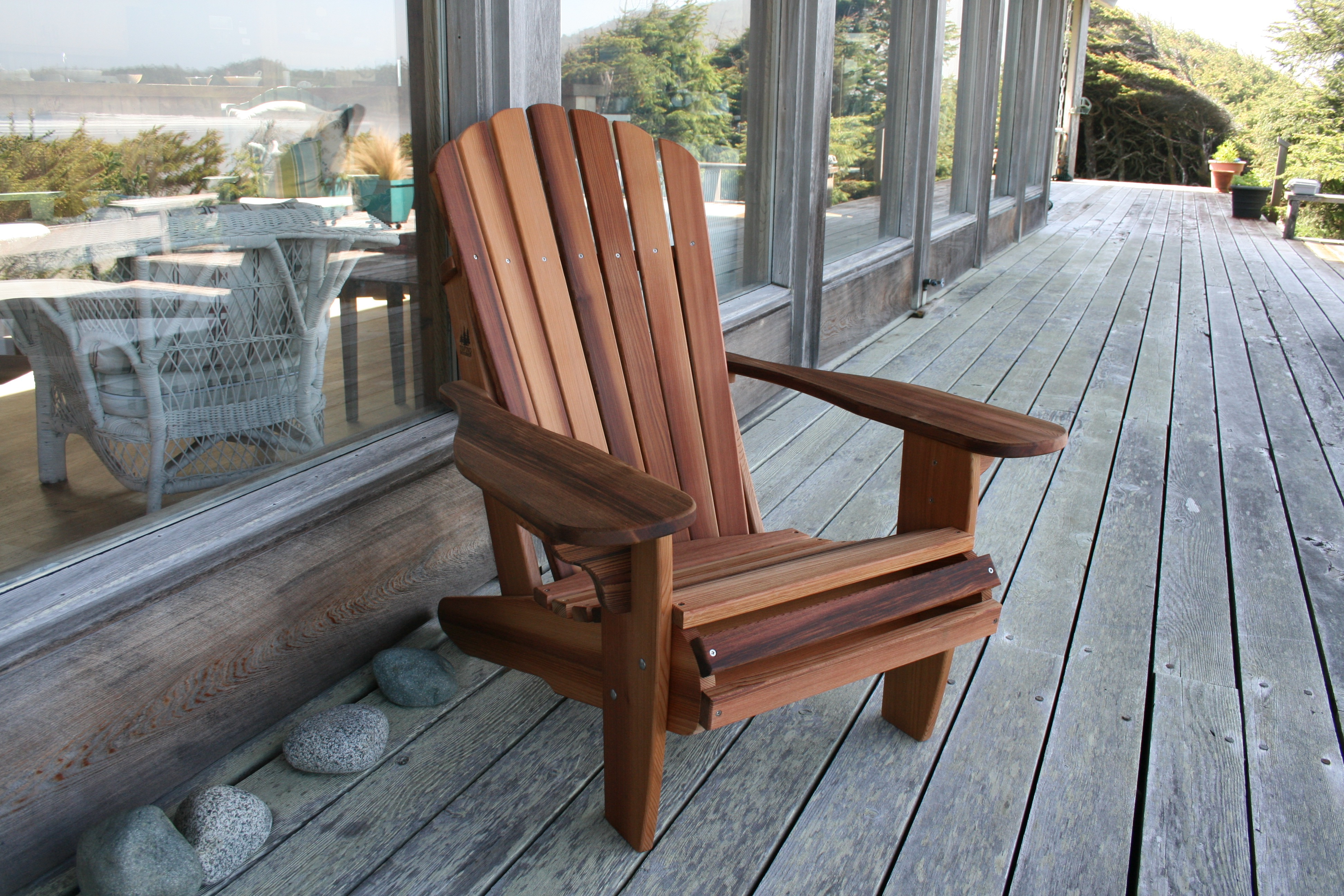
Adirondack Chair

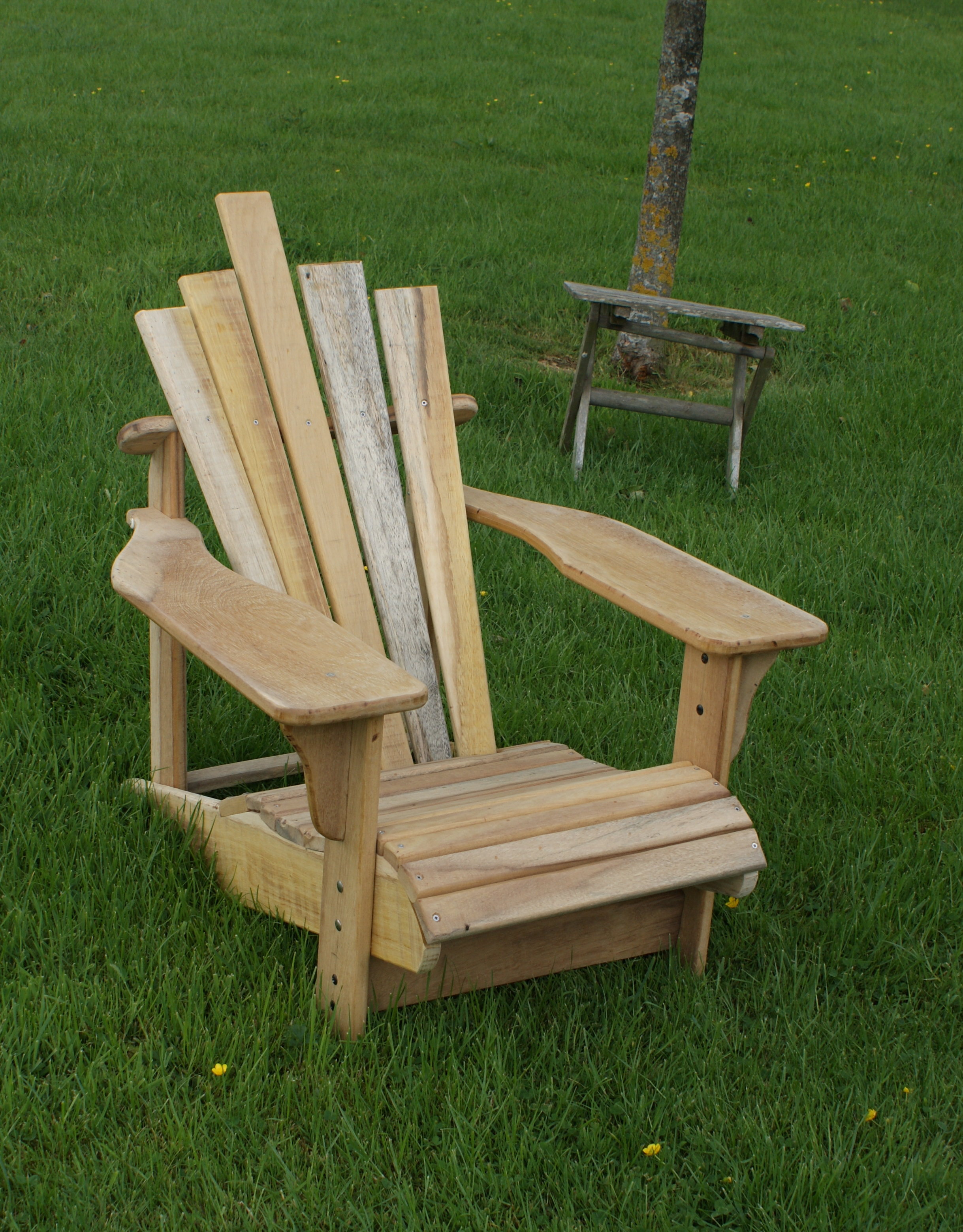
Adirondack Chair

Die Heimat dieses Sessels ist in den Adirondack Mountains im US-Bundesstaat New York. Er ist in den USA und Kanada (dort unter dem Namen Muskoka chair) weit verbreitet.
Der Sessel wird seit mehr als 100 Jahren in Seebädern, auf Hotelterrassen und in privaten Gärten verwendet. Seine Bauart vermischt Stuhl und Liege. Kennzeichnend sind dabei die nach hinten abfallende Sitzfläche mit tiefer Sitzposition, eine meist gerade, rückwärts geneigte Rückenlehne und die breiten Armlehnen, die ausreichend Platz für das Abstellen von Getränken bieten. Das ursprüngliche Design des Stuhls wird Thomas Lee zugeschrieben, der 1902 für eine Familienfeier am Lake Champlain einfache Sitzgelegenheiten für die Gäste selbst zimmerte. Ein befreundeter Tischler namens Harry Bunnel erhielt von ihm das Design und meldete es 1905 als „Westport Chair“ zum Patent an. Originalstühle aus dieser Zeit erzielen heute Antiquitätenpreise von über 1000 US-$. Der Adirondack-Sessel gilt heute in den Vereinigten Staaten als Symbol für Erholung in der Natur.